# Roda de la Pau
La Roda de la Pau va néixer el 3 de febrer de 2003, quan dos ciutadans es van plantar davant l'Ajuntament de Sabadell com a mostra de rebuig envers les intencions bèl·liques en contra de l'Iraq. El procés cap a la guerra va fer que aquesta iniciativa anés agafant força i que al llarg dels mesos creixés el nombre de ciutadans "anònims" que s'adheria al "No a la guerra" i es comprometia amb el "Sí a la pau". Actualment, però, la Roda de la Pau es posiciona enfront de tots els conflictes bèl·lics.
Després de les cent primeres convocatòries diàries, la Roda es va activar un cop per setmana en comptes de cada dia. Des de llavors, la Roda es troba cada dijous, festius inclosos, de tres quarts de nou a les nou del vespre, a la plaça del Dr. Robert a Sabadell, per fer un quart d'hora de silenci.